# 宮沢模型
宮沢模型株式会社（みやざわもけい）は、総合模型卸売を行う日本の企業である。かつては模型製造業もしていた。

## 概要
創立者宮沢清徳が模型用小型モーターの製造を開始。続いて16番ゲージの鉄道模型製造を始める。
その後模型モータボートを製造し海外輸出、1960年代のスロットカーブーム時には全金属製のスロットカーを発売するなど模型製造業としての基盤を築き、後年は手頃な価格の16番ゲージ鉄道模型メーカーとして多くのユーザーに親しまれた。
卸売業としては早くから主要百貨店や主要スーパーマーケットと取引を行い、各店舗でホビーコーナーの売り場展開を手掛ける。
過去にはドイツ、フライッシュマンNゲージ製品の日本代理店であった。
近年はフィギュアやプラモデル、鉄道模型のOEMによる自社流通限定商品の企画販売も行うなど、総合模型卸売業を主軸としている模型ホビー業界では日本最大手の問屋である。

## 過去の16番ゲージ製品
- 国鉄C54形蒸気機関車
- 国鉄C58形蒸気機関車（1960年ころ発売[1]）
- 国鉄D50形蒸気機関車
- 国鉄2900形蒸気機関車
- 国鉄スハ43系客車
- 国鉄181系電車
- 国鉄ED16形電気機関車
- 国鉄ED76形電気機関車

## 関連文献
- 朝日信用金庫「元気企業訪問シリーズ 50 - 宮沢模型株式会社」『景況レポート』、朝日信用金庫、2010年8月28日閲覧。